# Mila J
Mila J, pseudonimo di Jamila Akiko Aba Chilombo (Los Angeles, 18 novembre 1983), è una cantautrice, rapper e ballerina statunitense.
Sorella maggiore della più famosa Jhené Aiko, ha iniziato a lavorare nel mondo dello spettacolo già nel 1991, apparendo come ballerina nel video di Prince Diamonds and Pearls, tuttavia ha iniziato a pubblicare musica con il suo pseudonimo definitivo soltanto nel 2006. Per un periodo ha utilizzato Japallonia come nome d'arte. Dopo vari tentativi falliti, il suo album di debutto vero e proprio è stato pubblicato nel 2016. Oggi è un'artista indipendente.

## Carriera
Figlia di un'insegnante d'arte e un medico e musicista, Jamila inizia la sua carriera musicale a soli 9 anni, quando appare come ballerina nel video di Diamonds and Pears di Prince. In questo modo attira le attenzioni del produttore Chris Stokes, che la inserisce nel gruppo di ballerine Gyr, il cui primo ingaggio sarà quello di ballerine di fila per la band Immature. Successivamente le Gyr ottengono la possibilità di pubblicare musica via Silas Records in qualità di girlband: il loro singolo di debutto Play Another Slow Jam entra nella Hot R&B Songs di Billboard ma non nella Billboard Hot 100. Le cose andranno meglio nel 1997 quando, dopo l'ingresso di un quarto elemento nel gruppo, la band riuscirà ad entrare nella Billboard Hot 100 con il brano Get Your Groove On, presente anche nella colonna sonora del film Vita Da Principesse.
Nei primi anni 2000, Mila si è presa una pausa dal mondo della musica per poi tornare nel 2005 come membro del gruppo Dame Four, che comunque non dura nemmeno un anno. Proprio in questi anni, l'artista matura l'intenzione di tentare una carriera come solista. Nel 2006 entra a far parte della Motown Records e di Universal Music Group e pubblica dei primi brani in collaborazione con artisti come Omarion, mentre nel contempo prepara il suo album di debutto Split Personality, inizialmente previsto per l'estate 2006. In questo periodo l'artista ha già il suo nome d'arte definitivo. L'album vedrà la luce soltanto nel 2019, quando la Universal lo pubblicherà sulla scia dei risultati ottenuti da Mila come artista indipendente.
Nel 2012 Mila cambia temporaneamente nome d'arte in Japallonia e pubblica in via indipendente il mixtape Battlefield America Soundtrack, Vol. 1 e West Side. Negli anni successivi, l'artista ritorna al vecchio nome d'arte e continua a pubblicare mixtape da indipendente anche ne: The Waiting Game e Covergirl. Nel frattempo pubblica anche un album collaborativo come artista indipendente: Press Start con BC Kingdom. Continuano tuttavia anche pubblicazioni via Motown: nel 2014 viene pubblicato l'EP M.I.L.A, che ottiene un discreto successo commerciale grazie al traino del singolo My Main, in duetto con Ty Dolla Sign e prodotto da DJ Mustard. Nel 2016 pubblica un altro EP via Motown, intitolato 213. In questi anni realizza varie collaborazioni con artisti di rilievo come Trey Songz, Timbaland, B.o.B.
Nel 2017 Mila J lascia definitivamente la Motown ed ha  modo di pubblicare il'EP Dopamine. Sempre da indipendente rilascia il mixtape MilauLongTime a febbraio e l'EP 11:18 a novembre dello stesso anno. Nel 2018 pubblica invece ben 12 EP, uno per ogni mese. In seguito a questo forte impegno, nel 2019 Mila assiste finalmente al rilascio ufficiale dell'album registrato nel decennio precedente con la Universal, Split Personality, e pubblica il suo primo album natalizio, Holiday. Nel 2020 Mila duetta per la prima volta con sua sorella Jhené Aiko nel brano On The Way, tratto dall'album Chilombo, e rilascia alcuni stand alone singles: Brain & Body e Go Slow.

## Stile e influenze
Mila J cita Janet Jackson, Mya e Brandy come sue ispirazioni principali.

## Discografia

### Album
- 2019 - Split Personality
- 2019 - Holiday

### Album collaborativi
- 2015 - Press Start con BC Kingdom

### EP
- 2014 - M.I.L.A.
- 2016 - 213
- 2017 - 11.18
- 2017 - Dopamine
- 2018 - 2018 (12 EP, uno per mese)

### Mixtape
- 2012 - Battlefield America Soundtrack, Vol. 1
- 2014 - Westside
- 2015 - The Waiting Game
- 2015 - Covergirl
- 2017 - MilauLongTime